# Макелари
Макелари или Макеларе (на албански: Maqellarë или Maqellara) е село в Република Албания, център на община Дебър, административна област Дебър.

## География
Селото е разположено в историкогеографската област Поле в западното подножие на планината Дешат.

## История

### В Османската империя
Според османско преброяване от 1467 година в Макеларе има 7 домакинства.
В „Етнография на вилаетите Адрианопол, Монастир и Салоника“, издадена в Константинопол в 1878 година и отразяваща статистиката на населението от 1873 година Мамелари (Mamélari) е посочено като село със 120 домакинства с 222 жители българи и 134 жители помаци. Според статистиката на Васил Кънчов („Македония. Етнография и статистика“) в Макелари живеят 210 души българи християни и 240 души българи мохамедани, като българите мохамедани (торбешите) са в процес на поалбанчване:
| „ | Жителите на селата Острени (Големо и Мало), Търново (Големо и Мало), Кленье, Летен, Джепища, Ърбеле, Обоки, Макелари и др. предпочитат да се казват арнаути и да говорят арнаутски. | “ |

Около 1840 година имотите на селото са заграбени насилствено от Иляз паша и то е превърнато в чифлигарско. По-късно жителите успяват да се откупят.
На Етнографската карта на Битолския вилает на Картографския институт в София от 1901 година Макеларе е смесено село българи, помаци, албанци и турци в Дебърската каза на Дебърския санджак с 40 къщи.
По данни на Екзархията в края на XIX век в Макеларе има 32 православни къщи със 160 души жители българи. По данни на секретаря на екзархията Димитър Мишев („La Macédoine et sa Population Chrétienne“) в 1905 година в Макеларе (Makelaré) има 144 българи екзархисти и в селото функционира българско училище.
Последен екзархийски свещеник в Макелари е поп Алекси, след чиято смърт до 1912 година селото се обслужва от отец Аврам Поповски от Ърбеле.
В 1909 година вестник „Дебърски глас“ публикува дописка от Макелари:
| „ | ...нашия бей Кадри... е пълен господар над българското население в селото - никой не смее да му търси сметка. Той се избра преди две годи за член на Съвета на старейшините в Малесия (Албания). При него държи един хайдук, негов довереник на име Лико Крос. От него е писнало дете в майка в селото. Теглото на българите от него е неописуемо. | “ |

Според статистика на вестник „Дебърски глас“ в 1911 година в Макелари има 23 български екзархийски и 25 албански мюсюлмански къщи. Според Георги Трайчев през 1911/1912 година в Макеларе има 32 български къщи със 160 жители.
При избухването на Балканската война в 1912 година 23 души от Макелари са доброволци в Македоно-одринското опълчение.

### В Албания
След войната в 1913 година селото попада в новосъздадена Албания.
В рапорт на Павел Христов, главен български учител в Албания, и Григор Ошавков от 28 януари 1914 година се посочва, че Макелари е село с 25 български къщи. В селото е запазено българското училище, функциониращо до 1912 година. Двамата, с помощта на мюдюра в Макелари Дине бей и каймакама на Долни Дебър Садък бей, спомагат за завръщането на четирима бежанци от селото.
В 1915 година, по време на Първата световна война, селото е анексирано от Царство България. Към 1 март 1916 година Макалари е част от Кърчищката община на българската Дебърска околия.
През Първата световна война австро-унгарските военни власти провеждат преброяване в 1916 – 1918 година в окупираните от тях части на Албания и Макелари е регистрирано като село с 288 албанци, 87 българи, 11 цигани, които в религиозно отношение са 290 мюсюлмани и 96 православни. Езиковедите Клаус Щайнке и Джелал Юли смятат резултатите от преброяването за точни.
В рапорт на Сребрен Поппетров, главен инспектор-организатор на църковно-училищното дело на българите в Албания, от 1930 година Макелари е отбелязано като село с 50 къщи, като само една от тях е оцеляла на православни българи. В селото е била запазена още и черквата.
До 2015 година селото е център на самостоятелната община Макелари.

## Личности
Родени в Макелари
- Анастас Кръстев (Атанас Кърстев, 1887 – ?), македоно-одрински опълченец, зидар, живеещ в Дебър, 3 рота на 3 солунска дружина, 2 рота и Нестроева рота на 1 дебърска дружина[17]
- Анастас К. Тасев, македоно-одрински опълченец, 2 рота на 1 дебърска дружина[18]
- Ангел Георгиев (Гергинов, 1882/1884 – ?), македоно-одрински опълченец, зидар, 2 рота на 1 дебърска дружина[19]
- Владо Макеларски (1919 – 1993), македонски комунистически деец
- Арбана Османи (р. 1983), албанска телевизионна водеща
- Дамян Арсов (1876 – ?), македоно-одрински опълченец, зидар, 2 рота на 1 дебърска дружина[20]
- Джелил Гьони (р. 1938), албански политик
- Дине Макелара, албански революционер
- Дрита Аголи (1927 – 2017), албанска актриса
- Иван Алексов, македоно-одрински опълченец, 30 (32)-годишен, зидар, ІІ отделение, 2 рота на 1 дебърска дружина[21]
- Мартин Иванов (1872 – ?), македоно-одрински опълченец, дюлгер, Нестроева рота на 1 дебърска дружина[22]
- Мартин Новаков (Новаров, 1867 – ?), македоно-одрински опълченец, дюлгер, Нестроева рота на 1 дебърска дружина[23]
- Михаил Атанасов (Михал Танасов, 1880/1884 – ?), македоно-одрински опълченец, дюлгер, 2 рота на 1 дебърска дружина[24]
- Мойсо Матев (Моше, 1874 – ?), македоно-одрински опълченец, дюлгер, 2 рота на 1 дебърска дружина, Продоволствен транспорт на МОО[25]
- Пандил Алексов, македоно-одрински опълченец, 17-годишен, зидар, ІІІ отделение, 2 рота на 1 дебърска дружина[26]
- Петко Георгиев (1876 – ?), македоно-одрински опълченец, дюлгер, 2 рота на 1 дебърска дружина[27]
- Петър Стаметов (Петре Стаматев, Станоев, Стоматев, 1886/1892 – ?), македоно-одрински опълченец, майстор строител, 2 рота на 1 дебърска дружина, 1 рота на 3 солунска дружина[28]
- Поте Цветков (Пете, Пото 1894/1895 – ?), македоно-одрински опълченец, дюлгер, 1 рота на 3 солунска дружина, 2 рота на 1 дебърска дружина[29]
- Русе Талев, македоно-одрински опълченец, 2 рота на 1 дебърска дружина[30]
- Руси Тодоров (Русе, 1884 – ?), македоно-одрински опълченец, зидар, 2 рота на 1 дебърска дружина, ранен на 12 юни 1913 година[31]
- Спас Иванов (1876 – ?), македоно-одрински опълченец, дюлгер, Нестроева рота на 1 дебърска дружина[32]
- Спас Стойков (Спасе Стайков), македоно-одрински опълченец, 4 рота на 1 дебърска дружина[33]
- Спиро Стойков (Спасе Стайков, 1892/1893 – ?), македоно-одрински опълченец, дюлгер, 2 рота на 1 дебърска дружина, носител на кръст „За храброст“ IV степен[33]
- Стефан Цветковски (1919 – 1944), югославски комунистически партизанин[34]
- Тарасий Бигорски, български духовник от XVIII век
- Теофил Стоянов (1868/1870 – 1913), македоно-одрински опълченец, зидар, 2 рота на 1 дебърска дружина, загинал в Междусъюзническата война на 18 юни 1913 година[35]
- Търпе Гергинов (Тръпко Гюргинов, 1874 – ?), македоно-одрински опълченец, предприемач, Нестроева рота на 1 дебърска дружина[36]
- Фикри Дине (1897 – 1960), министър-председател на Албания
- Филип Марков (1876 – ?), македоно-одрински опълченец, 2 рота на 1 дебърска дружина, 2 рота на 3 солунска дружина[37]
- Филип Матвеев (Матеев, Матов), македоно-одрински опълченец, 2 рота на 1 дебърска дружина[25]
- Филип М. Стефанов, македоно-одрински опълченец, 2 рота на 1 дебърска дружина[38]

Свързани с Макелари
- Дженифър Алм Макеларски (Jennifer Alm Makelarski), американски медик
- Енгел Макелара (р. 1996), италиански ръгбист, по произход от Макелари
- Илир Гьони (р. 1962), албански политик, по произход от Макелари
- Никола Макеларски (1915 – 1980), югославски партизанин, по произход от Макелари